# Remyella brachypodia
Remyella brachypodia là một loài Rêu trong họ Brachytheciaceae. Loài này được (M. Fleisch.) Ignatov & Huttunen mô tả khoa học đầu tiên năm 2002.